# Anatoli Maltsev
Pour les articles homonymes, voir Maltsev.
Anatoli Ivanovitch Maltsev (en russe : Анатолий Иванович Мальцев), né le 14 novembre 1909 (27 novembre dans le calendrier grégorien) à Micheronsky, près de Moscou, et mort le 7 juillet 1967  à Novossibirsk, en URSS  est un mathématicien et logicien russe connu pour ses travaux sur la décidabilité de diverses structures algébriques.

## Biographie
Maltsev étudie les mathématiques de 1927 à 1931 à Moscou. De 1932 à 1960, il travaille comme assistant, puis comme professeur associé et, à partir de 1943, comme professeur d'algèbre supérieure[Quoi ?] à l'Institut pédagogique d'Ivanovo. À l'institut Steklov, il est aspirant[Quoi ?] de 1934 à 1937, doctorant de 1939 à 1941 et collaborateur scientifique de 1942 à 1960. En 1937, il soutient sa thèse de doctorat intitulée Torsion free abelian groups of finite rank et en 1941, il obtient un doctorat en sciences physiques et mathématiques (équivalent de l'habilitation universitaire) avec une thèse intitulée  Structure of isomorphic representable infinite algebras and groups. En 1958, il devient membre de l'Académie des sciences de l'URSS. À partir de 1960, il dirige la section d'algèbre de l'Institut de mathématiques de la branche sibérienne de l'Académie des sciences de l'URSS et occupe la chaire d'algèbre et de logique mathématique de l'Université d'État de Novossibirsk. Il fonde la section sibérienne de l'Institut de mathématiques de l'Académie des sciences, la Société mathématique de Sibérie et la revue Algebra i Logika. Maltsev a également fondé le Séminaire d'algèbre et de logique; ce séminaire a lancé une école nouvelle en théorie des modèles et en décidabilité des théories élémentaires.
Parmi ses doctorants, il y a Yuri Ershov (en).
Activité politique : 
Maltsev a été député du conseil régional d'Ivanovo en 1947, 1950 et 1953, et député du Soviet suprême de l'URSS de 1951 à 1955.
De 1954 à 1962, Maltsev est membre du Soviet Suprême de l'URSS.

## Honneurs
En 1966, Maltsev a donné une conférence plénière au congrès international des mathématiciens à Moscou (On some questions on the border of algebra and logic).
Depuis 1992, l'Académie des sciences de Russie décerne un prix Maltsev pour des réalisations exceptionnelles en mathématiques.
Maltsev a reçu de nombreuses distinctions, dont le prix Staline en 1946 et le prix Lénine en 1964.

## Travaux de recherche
Les principaux domaines de recherche de Maltsev sont l'algèbre et la théorie des modèles. On lui doit des résultats sur la théorie des groupes et des anneaux, sur la théorie des groupes de Lie et sur l'algèbre topologique. Il a apporté des contributions à la résolution du cinquième problème de Hilbert, et aux fondements de la théorie de Lie des groupes de transformations continues.
En 1937, Maltsev publie un article sur le plongement d'un anneau dans un corps commutatif et en 1939 un article dans lequel il donne les conditions nécessaires et suffisantes pour qu'un demi-groupe soit plongeable dans un groupe.
Ses travaux sur la théorie des systèmes algébriques concernent le domaine situé entre l'algèbre et de la logique qu'est la théorie des modèles et dont Maltsev fut l'un des fondateurs. Il applique le théorème de compacité de la logique mathématique à la démonstration de théorèmes de la théorie des groupes en 1941.
Les recherches menées par lui et l'école de Novossibirsk de la théorie des modèles ont pour objet les questions de l'axiomatisabilité et de décidabilité de classes de structures algébriques concrètes. Maltsev introduit une théorie d'algèbres « constructives » qui combine la récurrence structurelle avec l'algèbre universelle.
Maltsev a généralisé la correspondance entre groupe de Lie et algèbre de Lie ; sa généralisation est connue sous le nom de « correspondance de Mal'cev »,.
Au début des années 1960, Maltsev a travaillé sur des problèmes de décidabilité de théories élémentaires de diverses structures algébriques. Il a montré l'indécidabilité de la théorie élémentaire des groupes finis, des groupes nilpotents libres, des groupes solubles libres et d'autres. Il a également prouvé que la classe des algèbres localement libres a une théorie décidable.

## Publications (sélection)
- A. I. Maltsev (trad. B. D. Seckler et A. P. Doohovskoy), Algebraic Systems, Springer-Verlag et Akademie-Verlag, coll. « Die Grundlehren der mathematischen Wissenschaften » (no 192), 1973, xii + 317 (ISBN 0-387-05792-7).

- A. I. Maltsev, The metamathematics of algebraic systems. Collected papers: 1936-1967 (Translated, edited, and provided with supplementary notes by Benjamin Franklin Wells III), Amsterdam, North-Holland Publishing Company, coll. « Studies in Logic and the Foundations of Mathematics » (no 66), 1971, xviii +  494 (ISBN 0-7204-2266-3).

- A. I. Maltsev, Algorithms and recursive functions, Groningen, Wolters-Noordhoff Publishing, 1970, 372 p. (zbMATH 0198.02501).

- A. I. Maltsev, Foundations of linear algebra (traduit par Thomas Craig Brown ; édité par J. B. Roberts), San Francisco, W. H. Freeman, 1963, xi+304.

## Articles liés
- Série Hahn-Maltsev-Neumann
- Algèbre de Maltsev (en)
- Algèbre de Maltsev Lie (en)
- Algèbre admissible de Malcev (en)